# Flex temperature
La flex temperature è una tecnica utilizzata per ridurre l'usura dei motori negli aerei da trasporto eseguendo il decollo senza utilizzare tutta la spinta disponibile.
Per gli Airbus ed i Fokker, la tecnica viene chiamata flex temp o più semplicemente flex. Altri velivoli usano termini come Assumed temperature thrust reduction (temperatura impostata per la riduzione della spinta), Reduced take-off thrust (Spinta di decollo ridotta) oppure Factored take-off thrust (Spinta di decollo calcolata).

## Tecnica
I motori turboventola e turbogetto sono certificati per produrre una certa spinta massima fino al raggiungimento di una determinata temperatura esterna ed altitudine (espressa in termini di atmosfera standard). Al di sopra di questa, viene via via ridotta la portata massima di combustibile in modo da non superare il limite per la temperatura dei gas di combustione in ingresso alla turbina, per evitarne la distruzione delle palette. 
La lunghezza della pista necessaria per il decollo di un velivolo è calcolata prima di ogni volo in base al peso dell'aeromobile, alla temperatura dell'aria, alle condizioni della pista e alla velocità del vento. Un decollo alla spinta massima disponibile comporta una lunghezza di pista minore, al costo di una maggiore sollecitazione della parte calda (camera di combustione e primi stadi della turbina) del motore. Riducendo la spinta, si riduce l'usura del motore (e i conseguenti costi di manutenzione), ma aumenta la lunghezza di pista necessaria al decollo. 
In base alle prestazioni dell'aeromobile riportate sul manuale di volo, il pilota può ricavare la temperatura esterna massima a cui è possibile il decollo. Se la temperatura esterna effettiva è inferiore, il decollo può essere eseguito con la tecnica della flex temperature impostando nel flight management system (FMS) la temperatura massima ricavata prima. In questo modo il sistema di controllo del motore limiterà la portata di combustibile e, conseguentemente, la spinta e la temperatura massima in turbina. Quando la spinta flex (FLX) viene selezionata durante il decollo, il motore produce la spinta massima per la flex temperature considerata. Se necessario, il pilota in comando può spingere la manetta in posizione Take Off/Go Around (TOGA) rilasciando la massima spinta effettivamente disponibile.

## Problemi
Alcuni incidenti sono avvenuti in seguito ad un errato calcolo o inserimento nel computer della flex temperature, per esempio il volo Emirates 407 e il volo US Airways 1702. Le moderne procedure sono state sviluppate per minimizzare questa eventualità.